# Comissão Internacional para a História e Teoria da Historiografia

Logo da International Commission for the History and Theory of Historiography

A Comissão Internacional para a História e Teoria da Historiografia (ICHTH) é uma organização sem fins lucrativos afiliada ao Comitê Internacional de Ciências Históricas (CISH). Fundada em 1980, durante o 15º Congresso Internacional de Ciências Históricas, a ICHTH tem como objetivo promover a pesquisa e o estudo da história e teoria da historiografia em todo o mundo. Originalmente, fora chamada de Comissão Internacional para a História da Historiografia (ICHH), tendo mudado para o nome atual em 1995, durante uma reunião em Montreal, para refletir melhor seus dois principais campos de interesse: a história da historiografia e a teoria da historiografia. A comissão é composta por historiadores, teóricos da história e outros especialistas em áreas relacionadas, que trabalham juntos para promover a pesquisa e o intercâmbio de ideias sobre a história da historiografia.

## Objetivos
A ICHTH tem como objetivo promover o estudo da teoria da história, história da historiografia, filosofia da história, metodologia histórica e cultura histórica. Ela incentiva debates e intercâmbios entre diferentes abordagens desses temas, além de frisar a não discriminação com base em origem étnica, gênero, raça, religião ou orientação sexual em suas atividades. A fim de efetivar esses objetivos, a Comissão tem entre seus meios o objetivo de criar e coordenar uma rede internacional de pesquisadores e trabalhar em conjunto com organizações e órgãos internacionais ou nacionais que promovam a discussão dos temas presentes neste objetivos.
A ICHTH destaca ainda o esforço para combater suposições regionais e/ou etnocêntricas, a fim de refletir a diversidade de perspectivas teóricas no campo Desta forma, a Comissão pretende estabelecer constantes vínculos entre os pesquisadores, realizando workshops e eventos, além de manter o diálogo com revistas especializadas e instituições acadêmicas ligadas ao tema da história da historiografia e da teoria da história.

## Revistas
A ICHTH realiza conferências e simpósios internacionais, publica uma revista acadêmica e mantém um site que fornece informações sobre suas atividades e publicações. A comissão também trabalha para promover a cooperação entre historiadores e teóricos da história em todo o mundo, incentivando o intercâmbio de ideias e a colaboração em projetos de pesquisa. A revista Storia della Storiografia  foi criada em 1982 como um periódico da ICHTH, sendo publicada em quatro idiomas, editada inicialmente por Bianca Valota Cavallotti e posteriormente por Edoardo Tortarolo e Guido Abbatista, em colaboração com Georg Iggers (1926-2017). Muitos de seus colaboradores sendo membros da comissão, contudo, ao longo dos anos, tornou-se mais autônoma e independente, se afastando da instituição. Recentemente, se reaproxima e caminha para uma colaboração mais estreita com a ICHTH e seus contribuintes.

## Prêmios
Em 2013, a ICHTH instituiu um Prêmio para homenagear um estudioso cujo trabalho recente (livro ou dissertação de doutorado) tenha contribuído significativamente para os campos da história e da teoria da historiografia. Em 2022, se juntou com a INTH (Rede Internacional de Teoria da História) para realizar uma premiação em conjunto.
Prêmio ICHTH de Tese de Doutorado 2013
- Berber Bevernage, History, Memory, and State-Sponsored Violence: Time and Justice (Routledge, 2012).[6]

Prêmio ICHTH de Livro 2016
- Jouni-Matti Kuukkanen, Postnarrativist Philosophy of Historiography (Palgrave, 2015).[7]

Prêmio ICHTH de Tese de Doutorado 2018
- Ritwik Bhattacharyya, Homo Ahistoricus: Disavowal of History in Colonial South Asian Writing [Laureado].[8]
- Alexander Maar, Cause, Chance, Determinism and Counterfactuals in History [Menção Honrosa].[9]

Prêmio ICHTH - INTH de Livro 2022
- Hans Ruin, Being with the Dead: Burial, Ancestral Policies and the Roots of Historical Consciousness (Stanford University Press, 2018).[10]
- Zoltán Boldizsár Simon, History in Times of Unprecedented Change: A Theory for the 21st Century (Bloomsbury, 2019).[11]

Prêmio ICHTH - INTH de Livro 2024
- Jörg van Norden, Verlust der Vergangenheit: Historische Erkenntnis und Materialität zwischen Wiedererkennen und Befremden (Frankfurt am Mainz: Wochenschau Verlag, 2022) [Melhor livro].[12]
- Mariana Imaz-Sheinbaum, Historical Narratives: Constructable, Evaluable, Inevitable (Londres: Routledge, 2023) [Melhor primeiro livro].[13]